# Asplenium geraense
Asplenium geraense är en svartbräkenväxtart som först beskrevs av Carl Frederik Albert Christensen, och fick sitt nu gällande namn av Lana da Silva Sylvestre. Asplenium geraense ingår i släktet Asplenium och familjen Aspleniaceae. Inga underarter finns listade.